# Szabadi
Szabadi là một thị trấn thuộc hạt Somogy, Hungary. Thị trấn này có diện tích 8,23 km², dân số năm 2010 là 289 người, mật độ 35 người/km².